# Deuxième sommet de la Communauté politique européenne
Le deuxième sommet de la Communauté politique européenne est un sommet international de la Communauté politique européenne s'est tenu le 1er juin 2023 au château de Mimi, à Bulboaca (en), en Moldavie.
Il a réuni 45 chefs d'États ou de gouvernements européens ainsi que les dirigeants des institutions de l'Union européenne.

## Objectifs
Les discussions du sommet devait se concentrer sur la sécurité des infrastructures critiques telles que les gazoducs, oléoducs, câbles et satellites artificiels, la lutte contre les cyberattaques, la création d'un fond de soutien à l'Ukraine, la création d'une politique énérgétique commune et paneuropéenne, et le renforcement des échanges universitaires.
Dans un communiqué officiel annonçant la date du sommet, la Présidente de la République de Moldavie, Maia Sandu, a déclaré que le sommet porterait sur « les efforts conjoints pour la paix, dans le contexte de la Guerre d'Ukraine et les crises qui lui sont liées, la défense de la démocratie, le renforcement de la sécurité énergétique et la résilience des États européens ».
Selon le site internet officiel du sommet, trois sujets devaient constituer le cœur des discussions : les efforts conjoints relatifs à la paix et la sécurité, la résilience énergétique et l'action climatique, et l'interconnexion en Europe, pour un continent mieux connecté et stable.

## Préparation

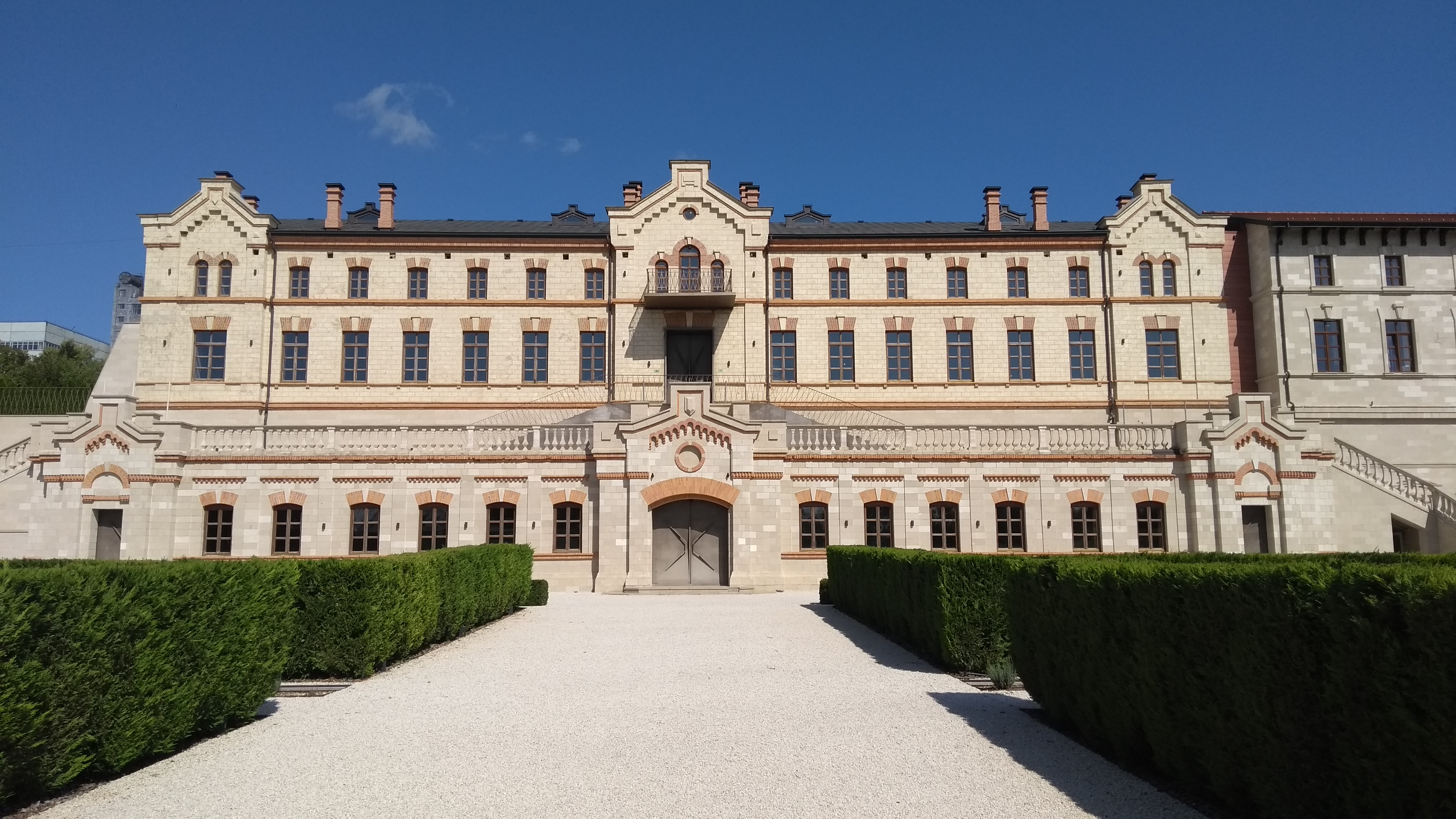
Le Château de Mimi à Bulboaca, le vignoble accueillant le 2e sommet de la Communauté politique européenne

Une session de reflexion sur la future forme de la Communauté politique européenne a été présidée par le Ministre des affaires étrangères moldave Nicu Popescu, le 22 novembre 2022 à Paris. Les préparations et l'ordre du jour ont été discutées plus avant lors d'une réunion des ministres des affaires étrangères de l'Organisation pour la sécurité et la coopération en Europe en décembre 2022 à Łódź, en Pologne. Le 12 janvier 2023, Maia Sandu a annoncé la date du sommet, le 1er janvuer 2023,. Le 21 janvier 2023, la participation de Saint-Marin à la Communauté politique européenne, et au sommet, a été confirmée. Une réunion préparatoire avec des représentants des États participants s'est déroulé le 26 janvier 2023 dans les locaux du Conseil européen à Bruxelles, le bâtiment Europa. Le 3 février 2023, Nicu Popescu annonce que le lieu du sommet a avait été choisi et serait rendu public en temps voulu,. Il a également discuté des préparatifs en marge de la réunion du Conseil des affaires étrangères de l'Union européenne du 20 février 2023. Le 2 mars 2023, le Château de Mimi a été révélé comme le lieu du sommet. Il s'agit d'un domaine viticole privé, à 35 kilomètres de Chișinău, la capitale moldave. La participations des chefs des gouvernements d'Andorre et de Monaco a été confirmée,. Le 17 mars 2023, le Président français Emmanuel Macron a assuré son homologue Maia Sandu que la France fournirait toute assistance sur solicitation moldave pour l'organisation du sommet, dans le contexte de la lutte hybride menée par la Russie contre son pays. Un site internet, un compte Facebook et Twitter dédiés au sommet ont été lancés le 27 avril 2023. Le 21 mai 2023, à l'occasion d'une visite de la Présidente du Parlement européen, Roberta Metsola, un importante manifestation pro-européenne se déroula à Chișinău,. Le 22 mai, les médias moldaves saluent la création d'un article de wikipedia (en langue anglaise) portant sur le sommet, estimant qu'il représente « une reconnaissance de l'importance de l'événement, tant au niveau de la politique internationale qu'au sein de la population ». Une dernière réunion préparatoire a été tenue dans les locaux du Conseil européens à Bruxelles le 26 mai 2023, et un session d'information à la presse a été organisé le 30. La Moldavie a émis un timbre commémoratif à l'occasion du sommet.

## Programme
Le sommet s'est déroulé le 1er juin 2023 d'après l'ordre du jour suivant: 
- 10h00 : Arrivée et accueil[27]
- 12h00 : Séance plénière d'ouverture et discours de la Présidente Maia Sandy (Moldavie)[28],[29], suivi de prises de parole de Volodymyr Zelensky (Ukraine), Giorgia Meloni (Italie), Klaus Iohannis (Roumanie) et Mark Rutte (Pays-Bas)[30],[31]
- 12h30 : Photo de famille[32]
- 12h45 : tables rondes sur les efforts conjoints relatifs à la paix et la sécurité, la résilience énergétique et l'action climatique, et l'interconnexion en Europe
- 13h45 : Déjeuner de travail, suivi d'un temps pour des rencontres bilatérales
- 15h30 : Rencontre entre l'Arménie et l'Azerbaijan[33]
- 17h00 : Conférence de presse générale avec le trio hôte : Maia Sandy (Moldavie)[34], Pedro Sánchez (Espagne) et Petr Fiala (Tchéquie)[35],[36] suivi de conférences de presse nationales de Volodymyr Zelensky (Ukraine)[36], Emmanuel Macron (France)[37],[38], Olaf Scholz (Allemagne) et Vjosa Osmani (Kosovo)[39].

## Participants

Pays invités au sommet

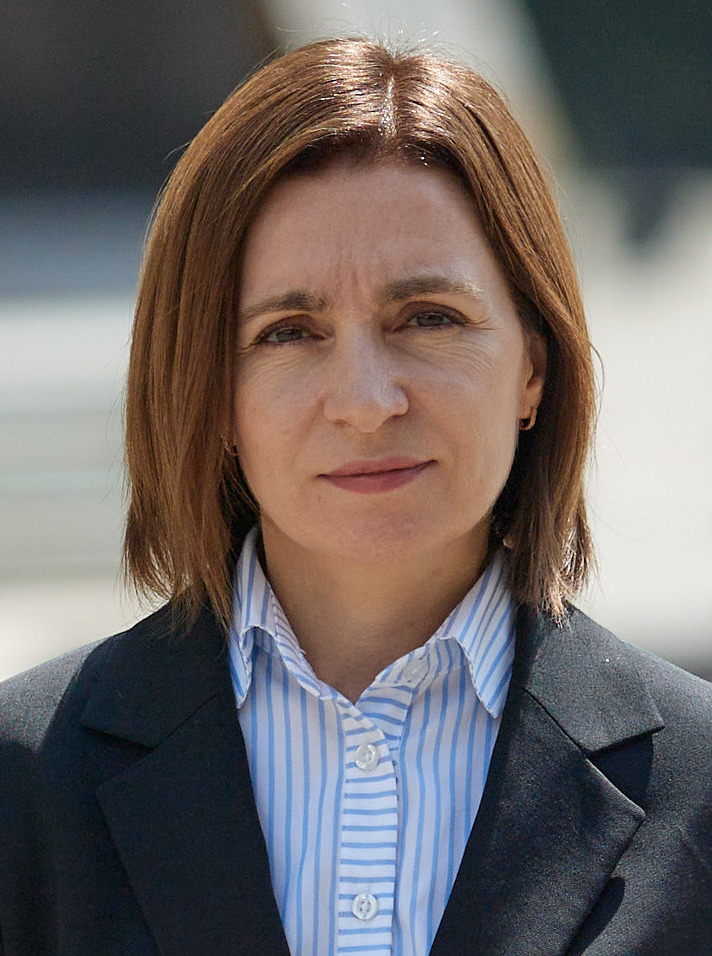
La Présidente de la Moldavie, pays hôte, Maia Sandu, préside le sommet.

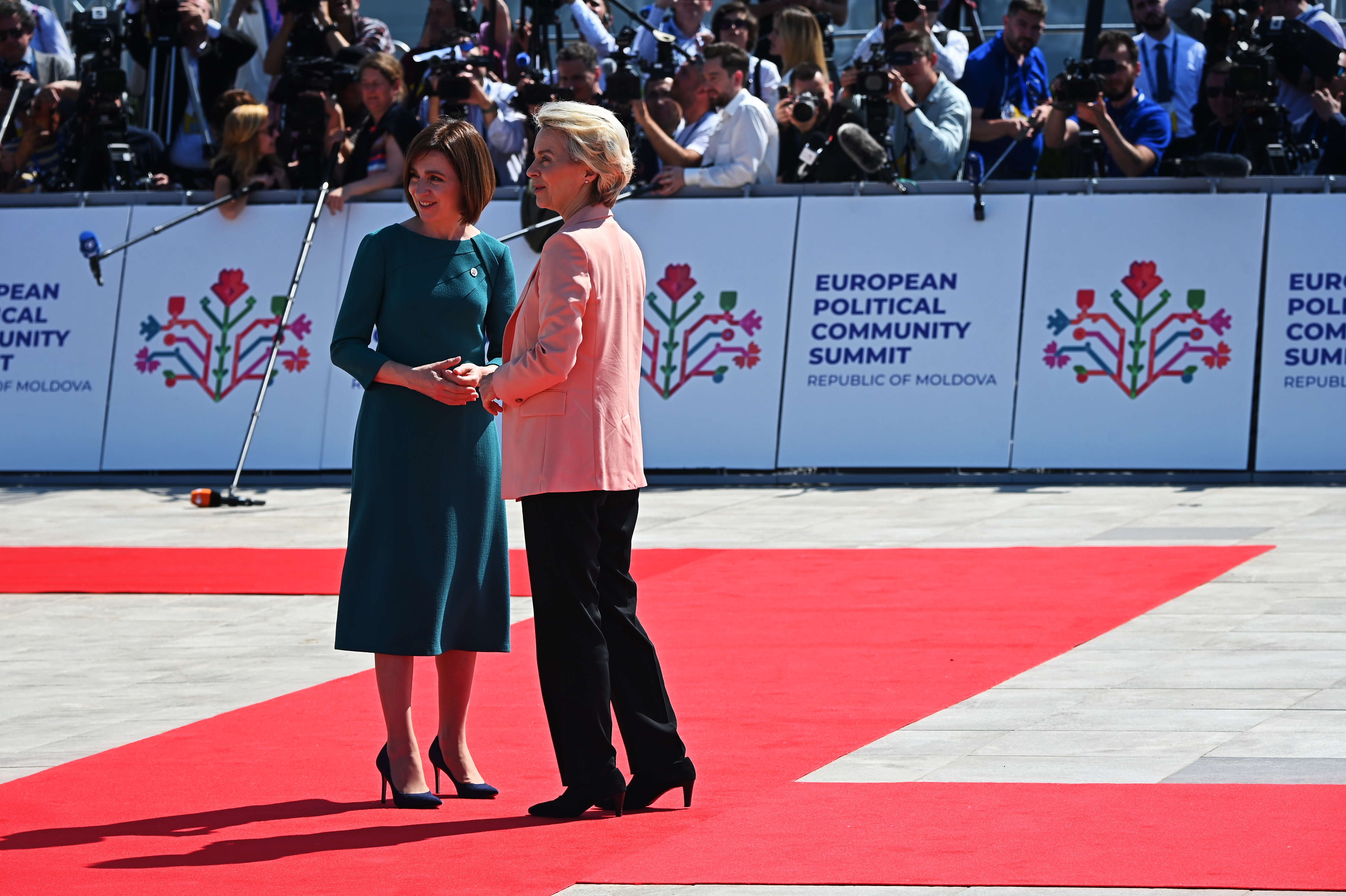
La Présidente moldave Maia Sandu accueille la Présidente de la Commission européenne Ursula von der Leyen

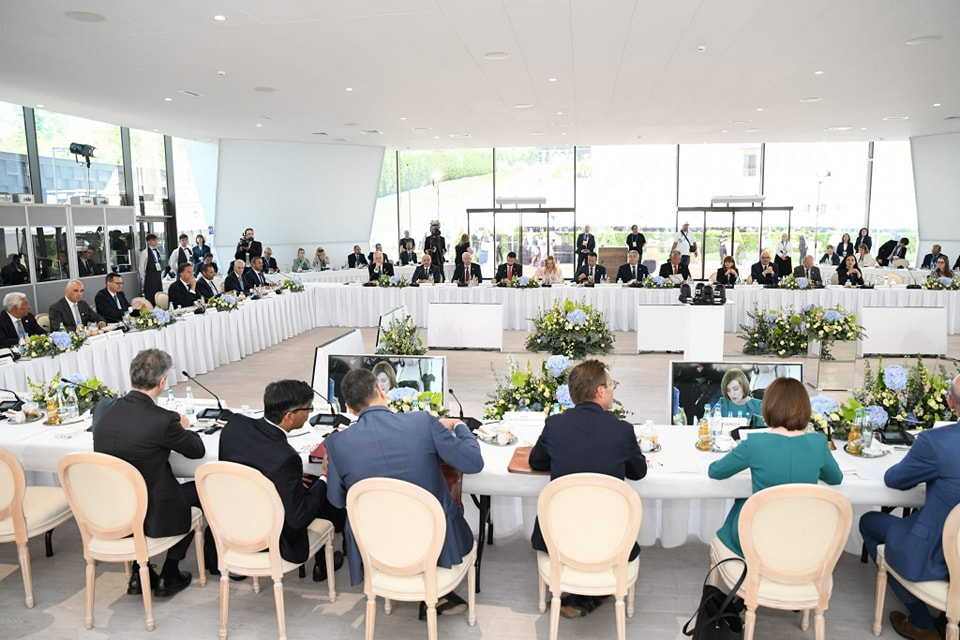
Séance plénière d'ouverture

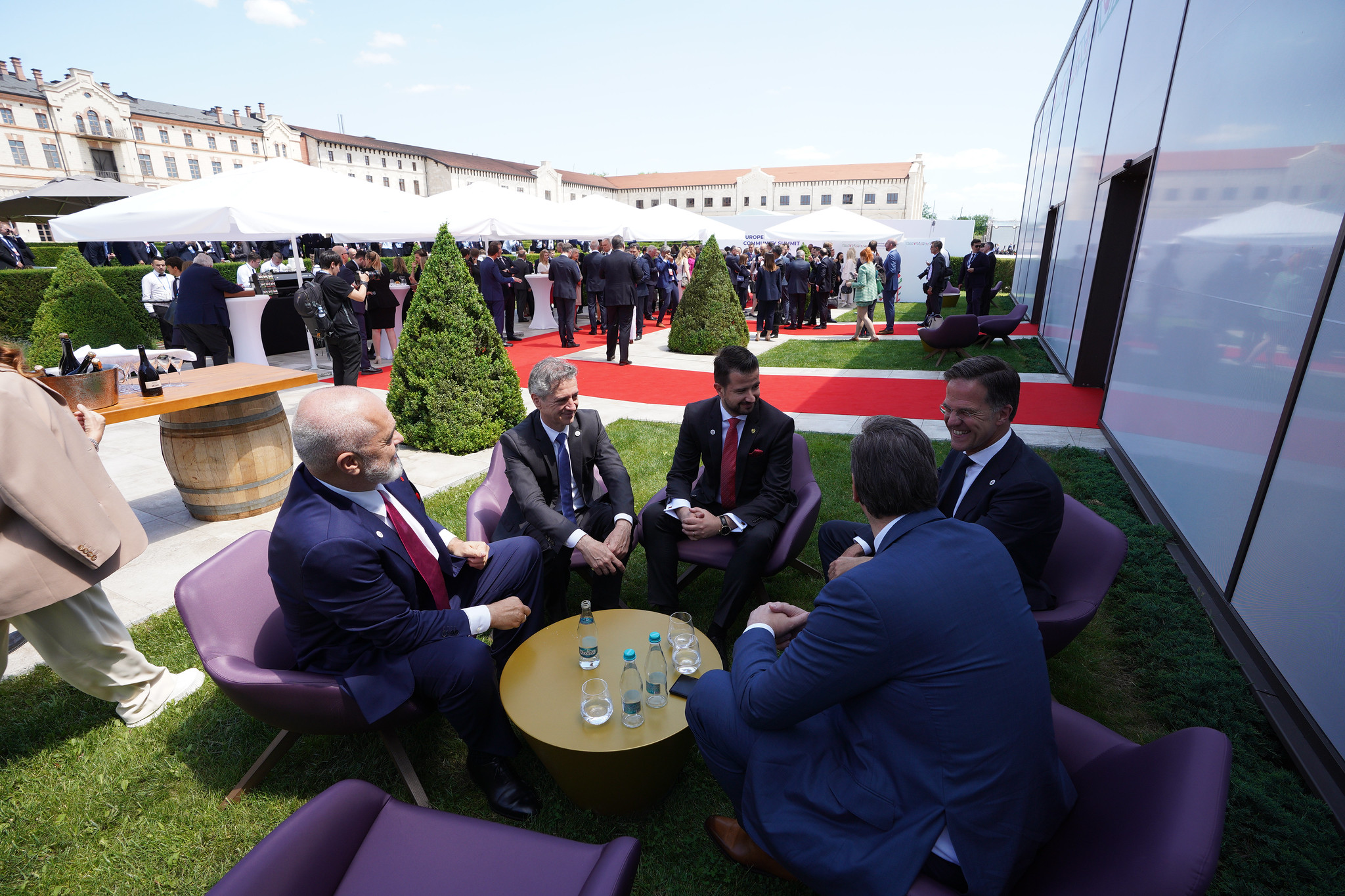
Réunion en mage du 2e sommet de la Communauté politique européenne (de gauche à droite : Edi Rama (Albanie), Robert Golob (Slovénie), Jakov Milatović (Monténégro), Mark Rutte (Pays-Bas), et Aleksandar Vučić (Serbie))

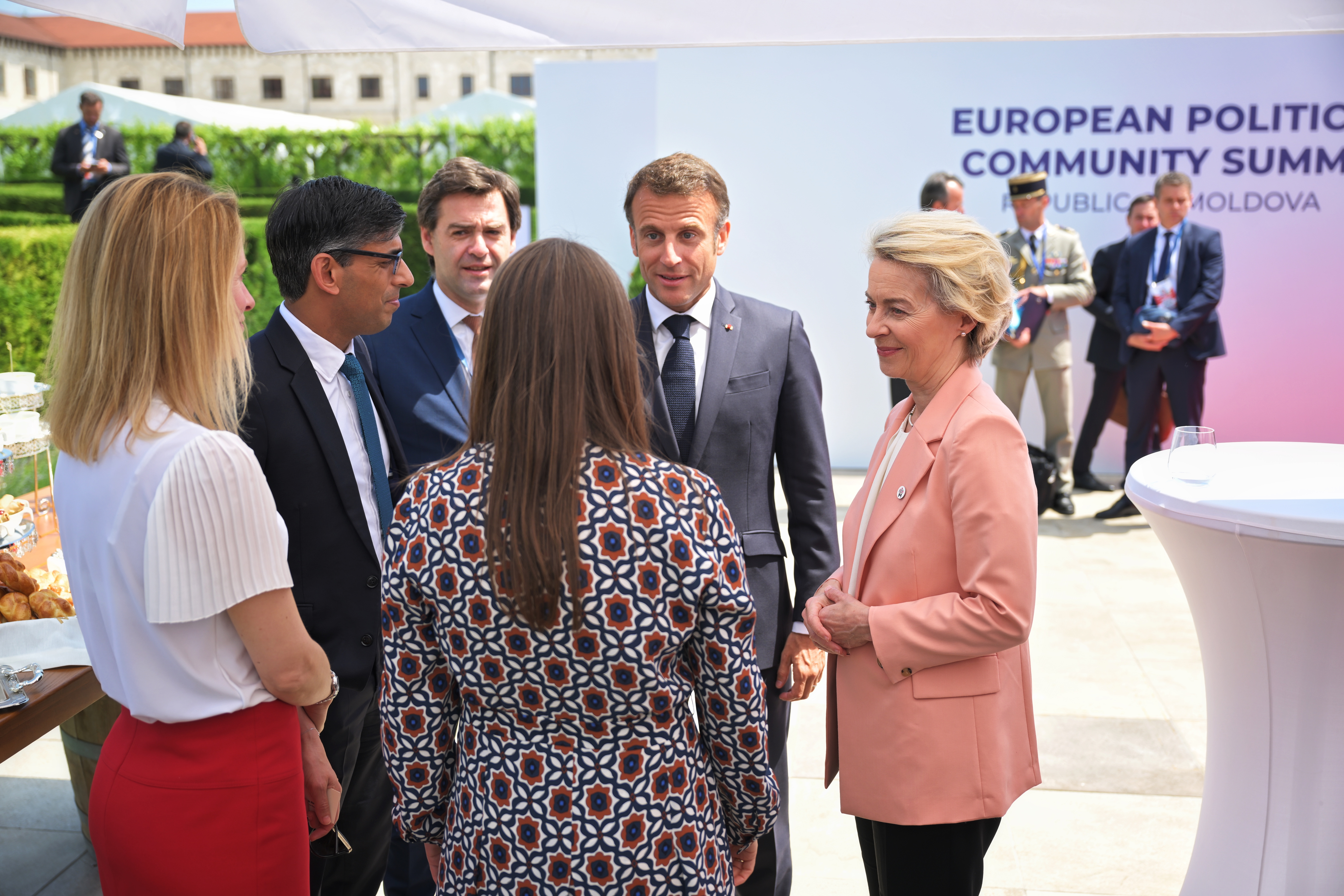
Discussion informelle lors du 2e sommet de la Communauté politique européenne (de gauche à droite : Rishi Sunak (Royaume-Uni), Nicu Popescu (Moldavie), Emmanuel Macron (France), Ursula von der Leyen (Commission européenne) ; de dos : Kaja Kallas (Estonie) et Katrín Jakobsdóttir (Islande))

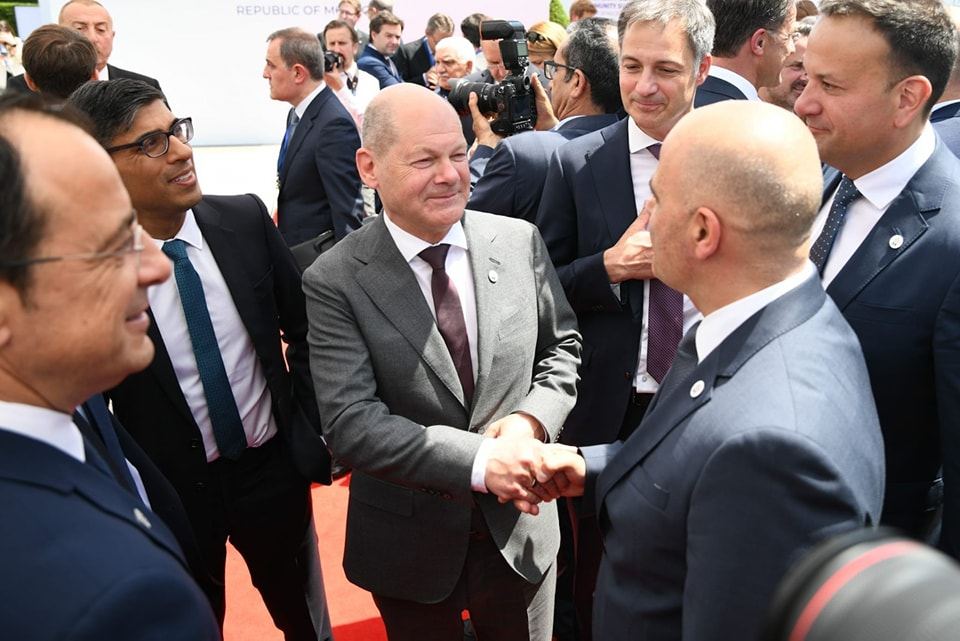
De gauche à droite : Níkos Christodoulídis (Chypre), Rishi Sunak (Royaume-Uni), Olaf Scholz (Allemagne), Alexander De Croo (Belgique), Leo Varadkar (Irlande), et Dimitar Kovačevski (Macédoine du Nord)

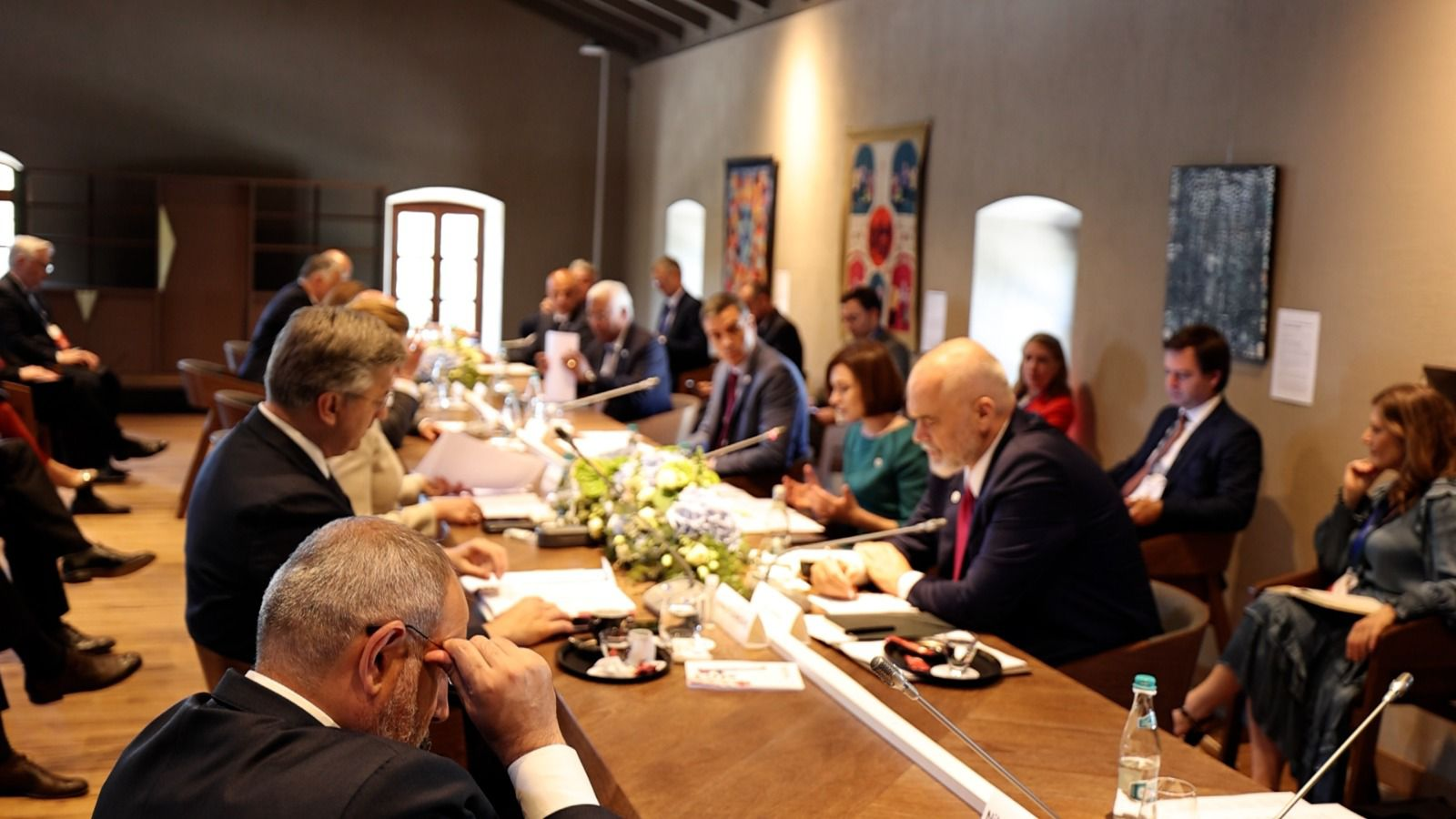
Réunion thématique en petit groupe

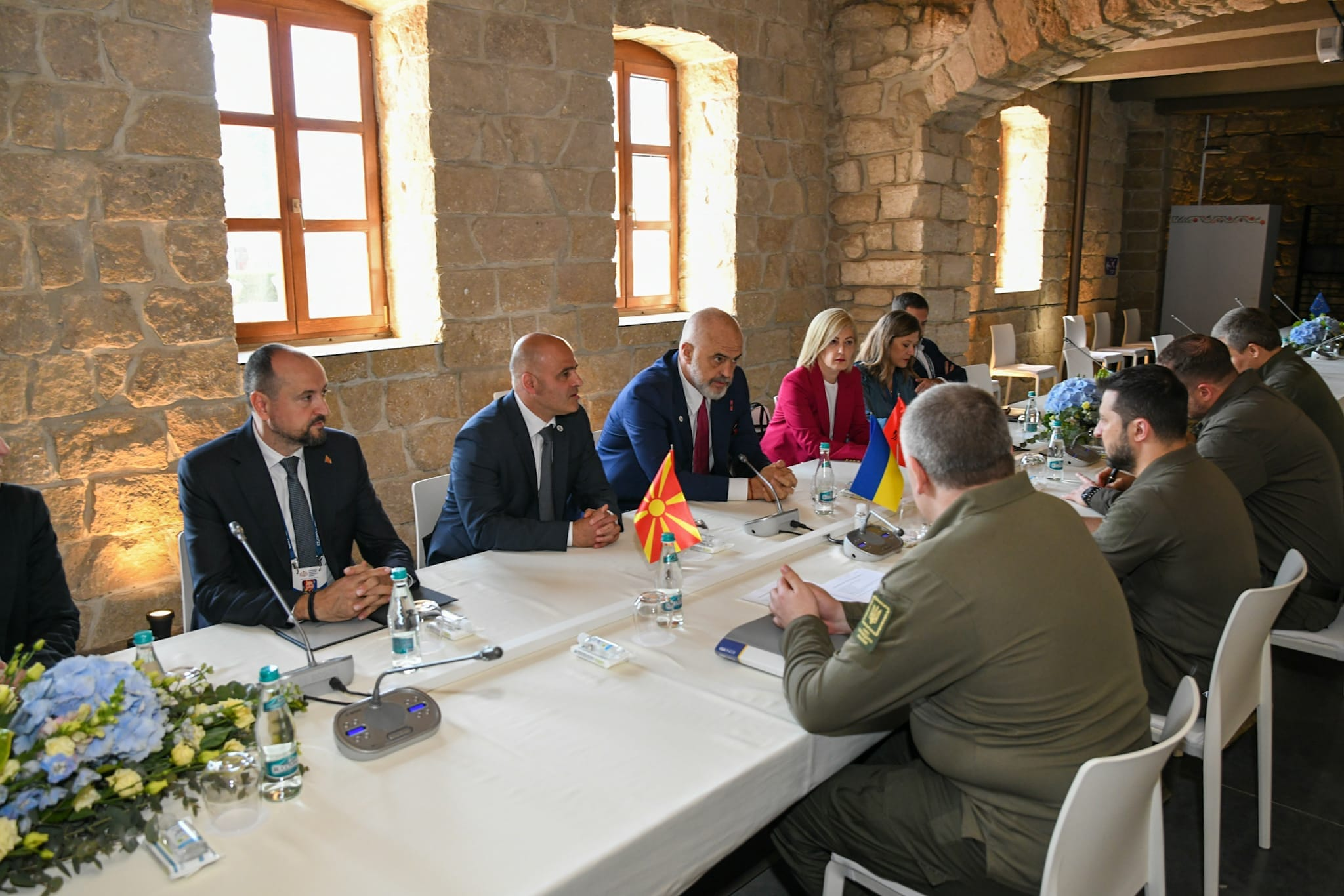
Réunion trilatérale entre le Président du gouvernement de Macédoine du Nord Dimitar Kovačevski, le Premier ministre d'Albanie Edi Rama et le Président ukrainien Volodymyr Zelensky

En raison de l'invasion russe en Ukraine, il devenait nécessaire qu'un échange de vues clarifie les positions au-delà de l'Union Européenne : cette conférence politique réunit donc quatre représentants de l'Union européenne et 47 pays d'Europe dont 28 sont membres de l'Union, ainsi que le Président du Conseil européen, la Présidente de la Commission européenne et la Présidente du Parlement européen,. Le veille du sommet, il a été annoncé que le Président turc, Recep Tayyip Erdoğan ne serait pas en mesure de se rendre au sommet. Le Secrétaire pour les affaires étrangères de Saint-Marin, Luca Beccari, n'était pas en mesure d'assister au sommet en raison d'un déplacement par Cuba.
Les représentants des États suivants étaient présent:
|  | Non membres de l'UE |

| Membre                           | Membre             | Représentés                                                       | Titre |
| -------------------------------- | ------------------ | ----------------------------------------------------------------- | --- |
| Drapeau de l'Albanie             | Albanie            | Edi Rama                                                          | Premier ministre |
| Drapeau d'Andorre                | Andorre            | Xavier Espot Zamora                                               | Chef du gouvernement |
| Drapeau de l'Arménie             | Arménie            | Nikol Pashinyan                                                   | Premier ministre |
| Drapeau de l'Autriche            | Autriche           | Karl Nehammer                                                     | Chancelier fédéral |
| Drapeau de l'Azerbaïdjan         | Azerbaïdjan        | Ilham Aliyev                                                      | Président |
| Drapeau de la Belgique           | Belgique           | Alexander De Croo                                                 | Premier ministre |
| Drapeau de la Bosnie-Herzégovine | Bosnie-Herzégovine | Željka Cvijanović                                                 | Présidente de la Présidence |
| Drapeau de la Bulgarie           | Bulgarie           | Roumen Radev                                                      | Président |
| Drapeau de la Croatie            | Croatie            | Andrej Plenković                                                  | Premier ministre |
| Drapeau de Chypre                | Chypre             | Nikos Christodoulides                                             | Président |
| Drapeau de la Tchéquie           | République tchèque | Petr Fiala                                                        | Président du gouvernement |
| Drapeau du Danemark              | Danemark           | Mette Frederiksen                                                 | Première ministre |
| Drapeau de l'Estonie             | Estonie            | Kaja Kallas                                                       | Première ministre |
| Drapeau de la Finlande           | Finlande           | Sanna Marin                                                       | Première ministre |
| Drapeau de la France             | France             | Emmanuel Macron                                                   | Président |
| Drapeau de la Géorgie            | Géorgie            | Irakli Garibachvili                                               | Premier ministre |
| Drapeau de l'Allemagne           | Allemagne          | Olaf Scholz                                                       | Chancelier fédéral |
| Drapeau de la Grèce              | Grèce              | Katerina Sakellaropoulou                                          | Présidente |
| Drapeau de la Hongrie            | Hongrie            | Viktor Orbán                                                      | Premier ministre |
| Drapeau de l'Islande             | Islande            | Katrín Jakobsdóttir                                               | Première ministre |
| Drapeau de l'Irlande             | Irelande           | Leo Varadkar                                                      | Taoiseach |
| Drapeau de l'Italie              | Italie             | Giorgia Meloni                                                    | Présidente du Conseil des ministres |
| Drapeau du Kosovo                | Kosovo             | Vjosa Osmani                                                      | Présidente |
| Drapeau de la Lettonie           | Lettonie           | Krišjānis Kariņš                                                  | Premier ministre |
| Drapeau du Liechtenstein         | Liechtenstein      | Daniel Risch                                                      | Chef du gouvernement |
| Drapeau de la Lituanie           | Lituanie           | Gitanas Nausėda                                                   | Président |
| Drapeau du Luxembourg            | Luxembourg         | Xavier Bettel                                                     | Premier ministre |
| Drapeau de Malte                 | Malte              | Robert Abela                                                      | Premier ministre |
| Drapeau de la Moldavie           | Moldavie           | Maia Sandu (hôte)                                                 | Présidente |
| Drapeau de Monaco                | Monaco             | Pierre Dartout                                                    | Ministre d'État |
| Drapeau du Monténégro            | Monténégro         | Jakov Milatović                                                   | Président |
| Drapeau des Pays-Bas             | Pays-Bas           | Mark Rutte                                                        | Premier ministre |
| Drapeau de la Macédoine du Nord  | Macédoine du Nord  | Dimitar Kovačevski                                                | Président du gouvernement |
| Drapeau de la Norvège            | Norvège            | Jonas Gahr Støre                                                  | Premier ministre |
| Drapeau de la Pologne            | Pologne            | Mateusz Morawiecki                                                | Président du Conseil des ministres |
| Drapeau du Portugal              | Portugal           | António Costa                                                     | Premier ministre |
| Drapeau de la Roumanie           | Roumanie           | Klaus Iohannis                                                    | Président |
| Drapeau de Saint-Marin           | Saint-Marin        | N/A                                                               | N/A |
| Drapeau de la Serbie             | Serbie             | Aleksandar Vučić                                                  | Président |
| Drapeau de la Slovaquie          | Slovaquie          | Ľudovít Ódor                                                      | Président du gouvernement |
| Drapeau de la Slovénie           | Slovénie           | Robert Golob                                                      | Président du gouvernement |
| Drapeau de l'Espagne             | Espagne            | Pedro Sánchez                                                     | Président du gouvernement |
| Drapeau de la Suède              | Suède              | Ulf Kristersson                                                   | Premier ministre |
| Drapeau de la Suisse             | Suisse             | Alain Berset                                                      | Président de la Confédération |
| Drapeau de la Turquie            | Turquie            | N/A                                                               | N/A |
| Drapeau de l'Ukraine             | Ukraine            | Volodymyr Zelensky                                                | Président |
| Drapeau du Royaume-Uni           | Royaume-Uni        | Rishi Sunak                                                       | Premier ministre |
| Drapeau de l’Union européenne    | Union européenne   | Charles Michel Ursula von der Leyen Roberta Metsola Josep Borrell | Président du Conseil européen Présidente de la Commission européenne Présidente du Parlement européen Haut représentant de l'Union pour les affaires étrangères et la politique de sécurité |

## Résultats

### Sécurité de la Moldavie
Le 24 avril 2023, les États membres de l'Union européenne ont autorisé le déploiement d'une mission civile en Moldavie dans le cadre de la politique de sécurité et de défense commune pour l'aider à faire face aux menaces hybride russes à la suite de l'offensive à grande échelle de la Russie contre l'Ukraine, dans le contexte du conflit russo-ukrainienne. La mission a été lancée formellement pendant le sommet,.
La Présidente moldave Maia Sandu a déclaré qu'accueillir le sommet dans son pays aidera à renforcer la sécurité de la Moldavie en envoyant un message clair que : « la Moldavie a de nombreux et puissants amis, qui nous soutiennent dans notre désir de paix et de stabilité » et que « en ces temps difficiles, alors que la Russie continue de mener une guerre inhumaine en Ukraine, le soutien diplomatique créé par cet événement est inestimable ».
Le sommet coincide avec une contribution de 67 millions d'euros en aide logistique non-militaire de la Facilité européenne pour la paix,. Les equipments fournis incluent des drones, des micro-ordinateurs, du matériel de neutralisation des munitions explosives, des machines à ultrasons, kits de personnels de protection et de chirurgie.

### Sécurité de l'Ukraine
Le président ukrainien Volodymyr Zelensky a participé au sommet en personne, alors qu'il était en visionconférence lors du sommet précédent. Lors de son discours pendant la séance plénière d'ouverture pour solliciter davantage d'aide et d'armes, ajoutant que son pays était prêt à rejoindre l'Union européenne et l'Organisation du traité de l'Atlantique nord aussi vite que possible. Il a également demandé que des garanties de sécurités temporaires soient données à l'Ukraine et la Moldavie, avec le soutien de la France et de l'Allemagne. Le Président Lituanien Gitanas Nausėda, dont le pays accueillera le prochain sommet de l'OTAN en juillet 2023, a demandé que l'alliance adopte une feuille de route for l'adhésion de l'Ukraine,.

### Relations entre la Moldavie et le Kosovo
La Moldavie, pays hôte, n'a pas reconnu le Kosovo et refuse d'ordinaire d'admettre les ressortissants étrangers munis d'un passeport kosovar, ce qui aurai pu causer des problèmes pour les membres de la délégation du Kosovo. Cependant, avant le sommet une loi a été discuté par le Parlement de Moldavie reconnaissant que les passeport kosovars sont des documents de voyage valides, permettant de demander un visa électronique pour entre en Moldavie.

### Relations entre l'Arménie et l'Azerbaïdjan
Une réunion a eu lieu avec le Premier ministre d'Arménie Nikol Pachinian et le Président d'Azerbaïdjan Ilham Aliyev, avec Emmanuel Macron, Olaf Scholz, et Charles Michel pendant le sommet, poursuivant les progrès entamés avec les rencontres du Premier sommet de la Communauté politique européenne, à Prague, en octobre 2022, cinq rencontrse à Bruxelles et une en mai 2023 à Washington,,. La rencontre de Prague avait permis le déploiement d'une mission civile de l'Union européenne de surveillance de la frontière. Les dirigeants arméniens et azéris se s'était revus à Moscou le 25 mai 2023, et Reuters estimait que davantage de progrès vers un traité de paix entre les deux États pourrait être réalisés lors du sommet,. Lors du sommet, les discussions se sont concentrées sur le déblocage du transport régional, l'infrastructures économiques, la délimitation de la frontière et la sécurité, les droits et la sécurité des populations du Haut-Karabagh, les prisonniers de guerre et les personnes disparues. Les deux dirigeants sont convenues de se revoir le 21 juillet 2023 à Bruxelles,.

### Relations entre la Serbie et le Kosovo
Le Président français, Emmanuel Macron, a annoncé qu'il tiendra le jour du sommet, avec le Chancelier fédéral allemand Olaf Scholz, deux réunions séparées avec la Présidente du Kosovo, Vjosa Osmani, et le Président de Serbie Aleksandar Vučić. Macron et Scholz sont parvenus à organiser une rencontre en face-à-face en marge du sommet entre les parties. Ces rencontres se déroulent en réponse à la crise de 2022-2023 dans le Nord du Kosovo. Le 29 mai la crise a atteint son armée lorsque des troupes de la Force pour le Kosovo (KFOR) ont été attaquées par des manifestants violents, ce que le gouvernement kosovar déclare comme étant des « gangs criminels serbes »,. Après le sommet, Macron et Scholz ont suggérés l'organisation de nouvelles élections municipales dans quatre commune du nord du Kosovo peuplées majoritairement de serbes pour réduire les tensions. Lors de sa conférence de presse suivant le sommet, Vjosa Osmani a déclaré que la loi sur l'autonomie des communes du nord du Kosovo permet d'organiser une nouvelle élection si 20% des électeurs inscrits de la commune la sollicitait par voie de petition, et que la solution à la crise était proche. Vučić a déclaré que les serbes du  Nord du Kosovo souhaitait le retrait de la police spéciale kosovare et ne voulaient être dirigés par des « maires illégaux ». Macron a indiqué qu'ils avaient demandé aux deux parties de revenir dans une semaine avec des « réponses concrètes ».

### Migration vers le Royaume-Uni
Durant le sommet, le Premier ministre Rishi Sunak a déclaré que « s'attaquer à l'immigration est une question fermement inscrit à l'ordre du jour international » et a ajouté qu'il « prendre les choses en main » sur la question et a promis d'« arrêté les bateaux »,,. Des médias britanniques ont relaté que Sunak rencontrait des « dirigeants de l'UE » lors d'un « sommet sur l'asile » et GB News fait reference au sommet comme « Rencontre sur la migration en Moldavie ». UK Media a également déclaré que l'immigration est « en haut de l'agenda », alors que la question migratoire ou l'asile ne se trouvaient même pas à l'ordre du jour,.

## En quelques images
De gauche à droite sur la photo :

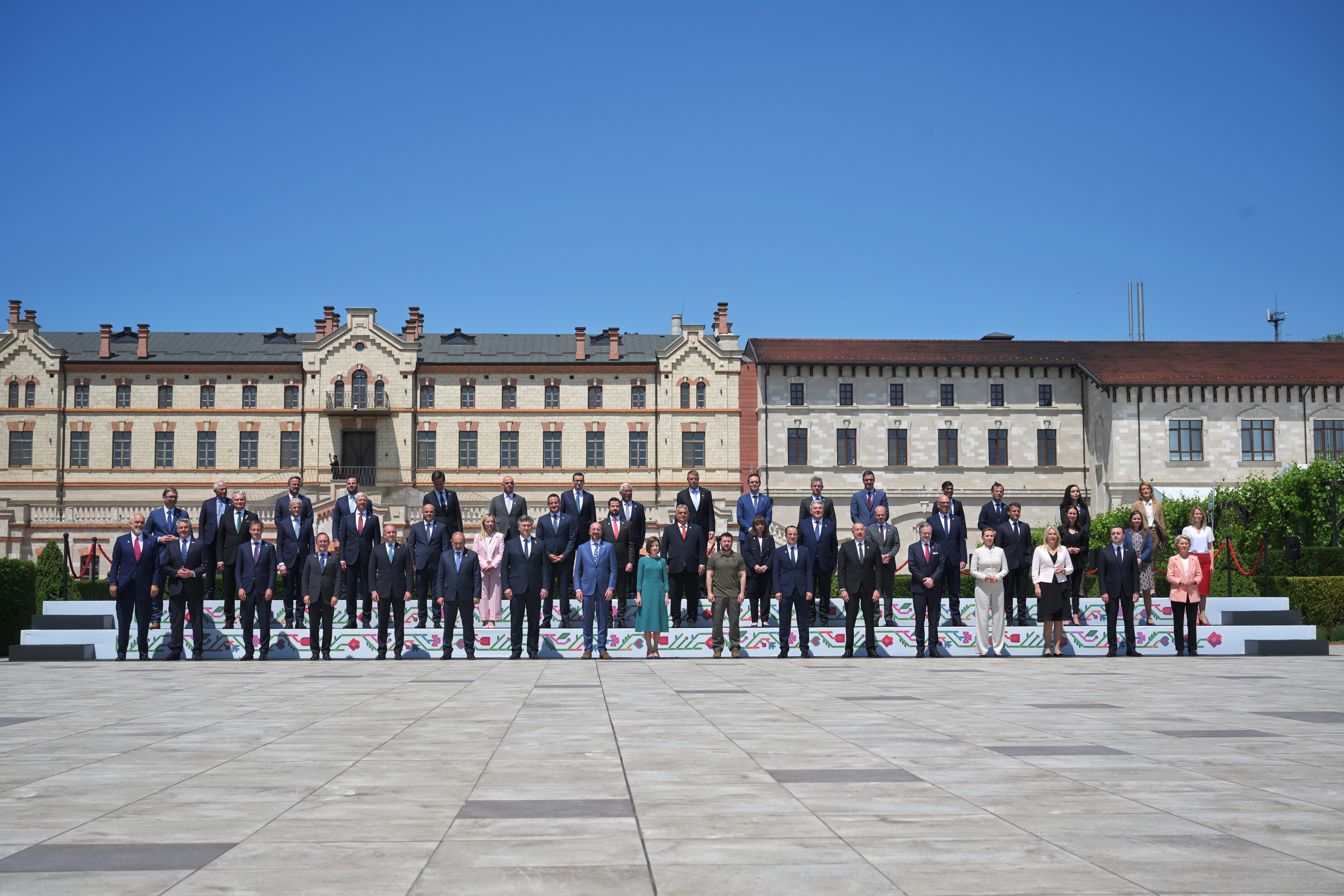

- au troisième rang - Josep Borrell ( Union Européenne), Xavier Bettel ( Luxembourg), Roumen Radev ( Bulgarie), Mark Rutte ( Pays-Bas), Robert Abela ( Malte), Mateusz Morawiecki ( Pologne), António Costa ( Portugal), Klaus Johannis ( Roumanie), Ľudovít Ódor ( Slovaquie), Robert Golob ( Slovénie), Pedro Sánchez ( Espagne), Rishi Sunak ( Royaume-Uni), Ulf Kristersson ( Suède), Vjosa Osmani ( Kosovo) et Roberta Metsola ( Union Européenne) ;

- au deuxième rang - Aleksandar Vučić ( Serbie), Gitanas Nausėda ( Lituanie), Jonas Gahr Støre ( Norvège), Arturs Krišjānis Kariņš ( Lettonie), Dimitar Kovačevski ( Macédoine du Nord), Giorgia Meloni ( Italie), Leo Varadkar ( Irlande), Jakov Milatović ( Monténégro), Viktor Orbán ( Hongrie), Katerina Sakellaropoulou ( Grèce), Pierre Dartout ( Monaco), Olaf Scholz ( Allemagne), Daniel Risch ( Liechtenstein), Emmanuel Macron ( France), Sanna Marin ( Finlande), Katrín Jakobsdóttir ( Islande) et Kaja Kallas ( Estonie) ;

- au premier rang - Edi Rama ( Albanie), Karl Nehammer ( Autriche), Alexander De Croo ( Belgique), Xavier Espot Zamora ( Andorre), Alain Berset ( Suisse), Nikol Pachinian ( Arménie), Andrej Plenković ( Croatie), Charles Michel ( Union Européenne), Maia Sandu ( Moldavie), Volodymyr Zelensky ( Ukraine), Níkos Christodoulídis ( Chypre), Ilham Aliyev ( Azerbaïdjan), Petr Fiala ( Tchéquie), Mette Frederiksen ( Danemark), Željka Cvijanović ( Bosnie-Herzégovine), Héraklès Garibachvili ( Géorgie) et Ursula von der Leyen ( Union Européenne)[74].

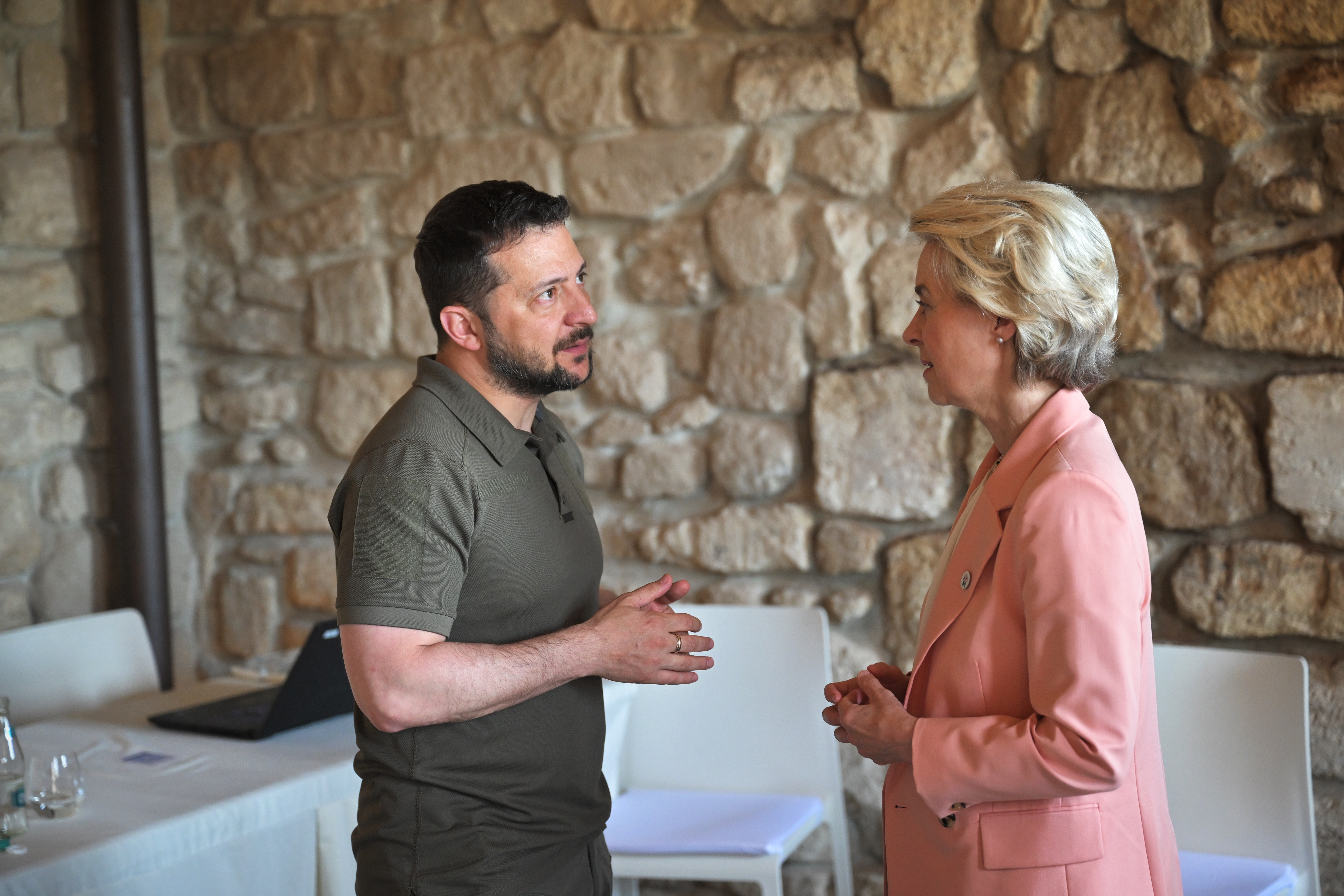
Volodymyr Zelensky avec Ursula von der Leyen
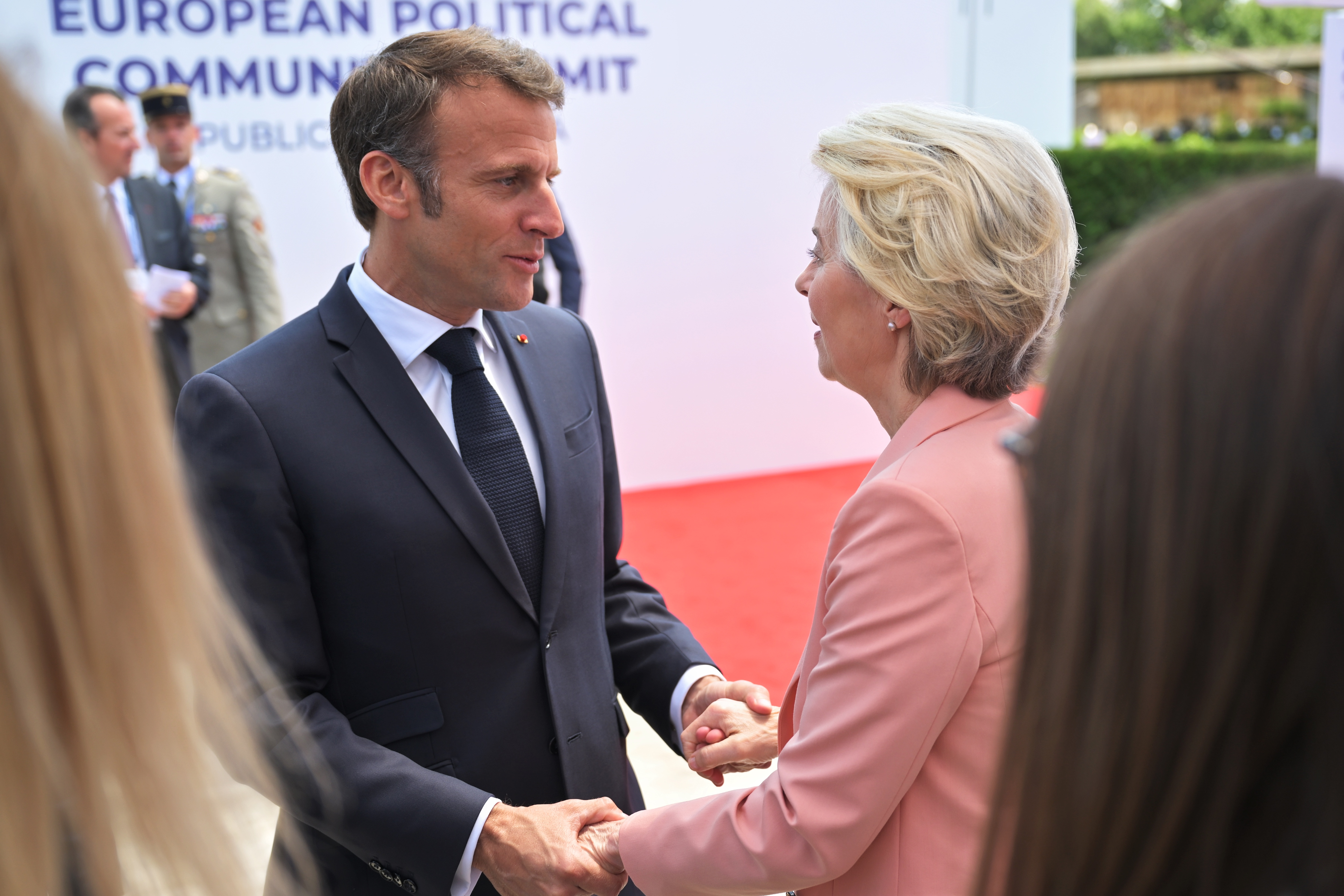
Emmanuel Macron avec Ursula von der Leyen
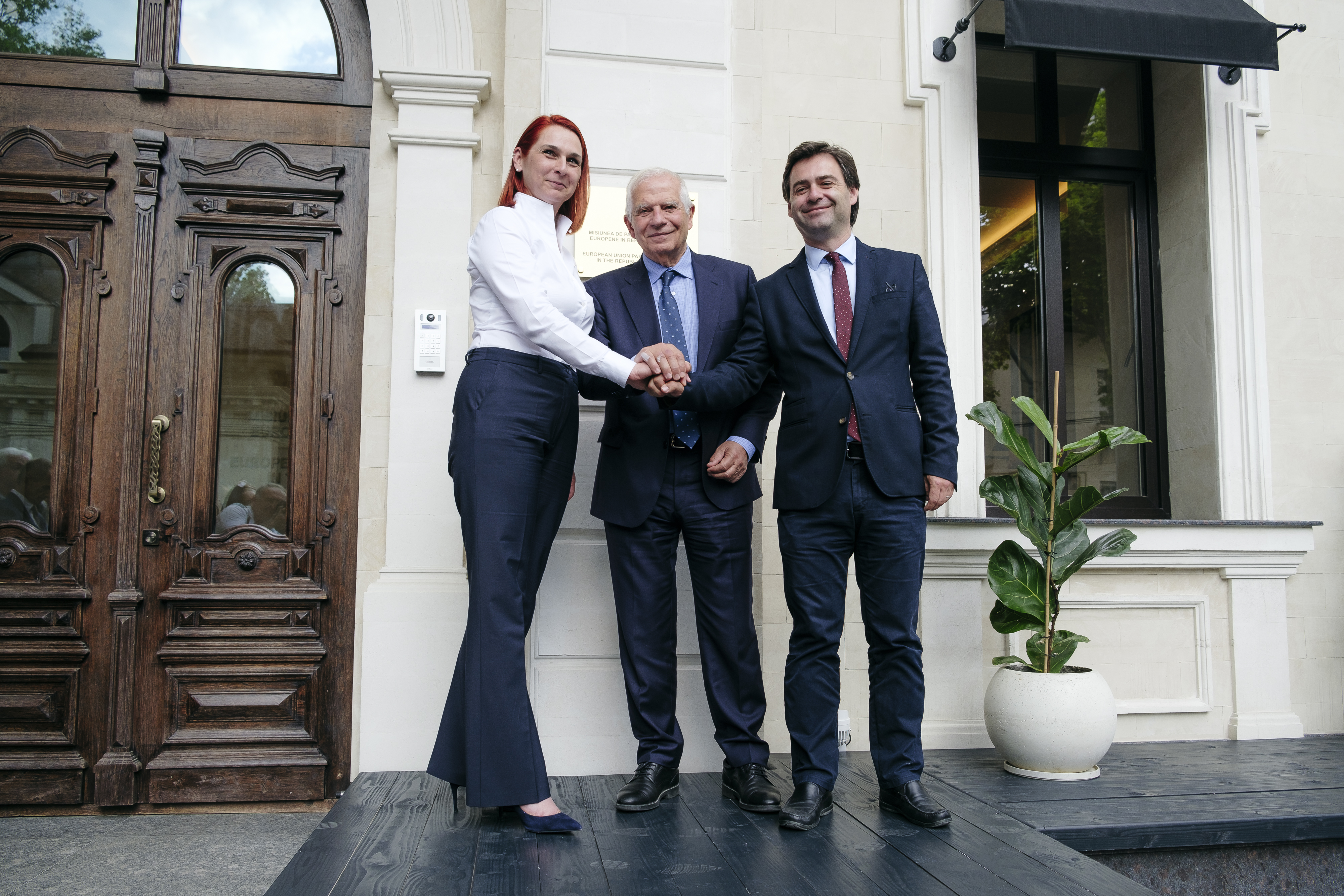
Josep Borrell entre Ana Revenco ministre moldave de l'intérieur et Nicu Popescu ministre moldave de l'intégration européenne.